# لورنز فانک
لورنز فانک (انگلیسی: Lorenz Funk; ۱۷ march ۱۹۴۷ – ۲۹ سپتامبر ۲۰۱۷ (۷۰ ساله)) ورزشکار هاکی روی یخ اهل آلمان بود.
وی در مسابقات کشوری و بین‌المللی در مجموع برندهٔ ۱ مدال برنز شده‌است.